# Burmesische Badmintonmeisterschaft 1963
Die Burmesische Badmintonmeisterschaft 1963 fand bereits vom 3. bis zum 8. Dezember 1962 in Rangun statt. Es war die 15. Auflage der nationalen Titelkämpfe von Myanmar (Burma) im Badminton.

## Titelträger
| Disziplin    | Sieger                          |
| ------------ | ------------------------------- |
| Herreneinzel | S. P. Barua                     |
| Dameneinzel  | Myint Myint Khin                |
| Herrendoppel | Kyaw Htun Maung Hla             |
| Damendoppel  | Myint Myint Khin Ma Mya Thein   |
| Mixed        | Khin Maung Aye Myint Myint Khin |